# Nabycin

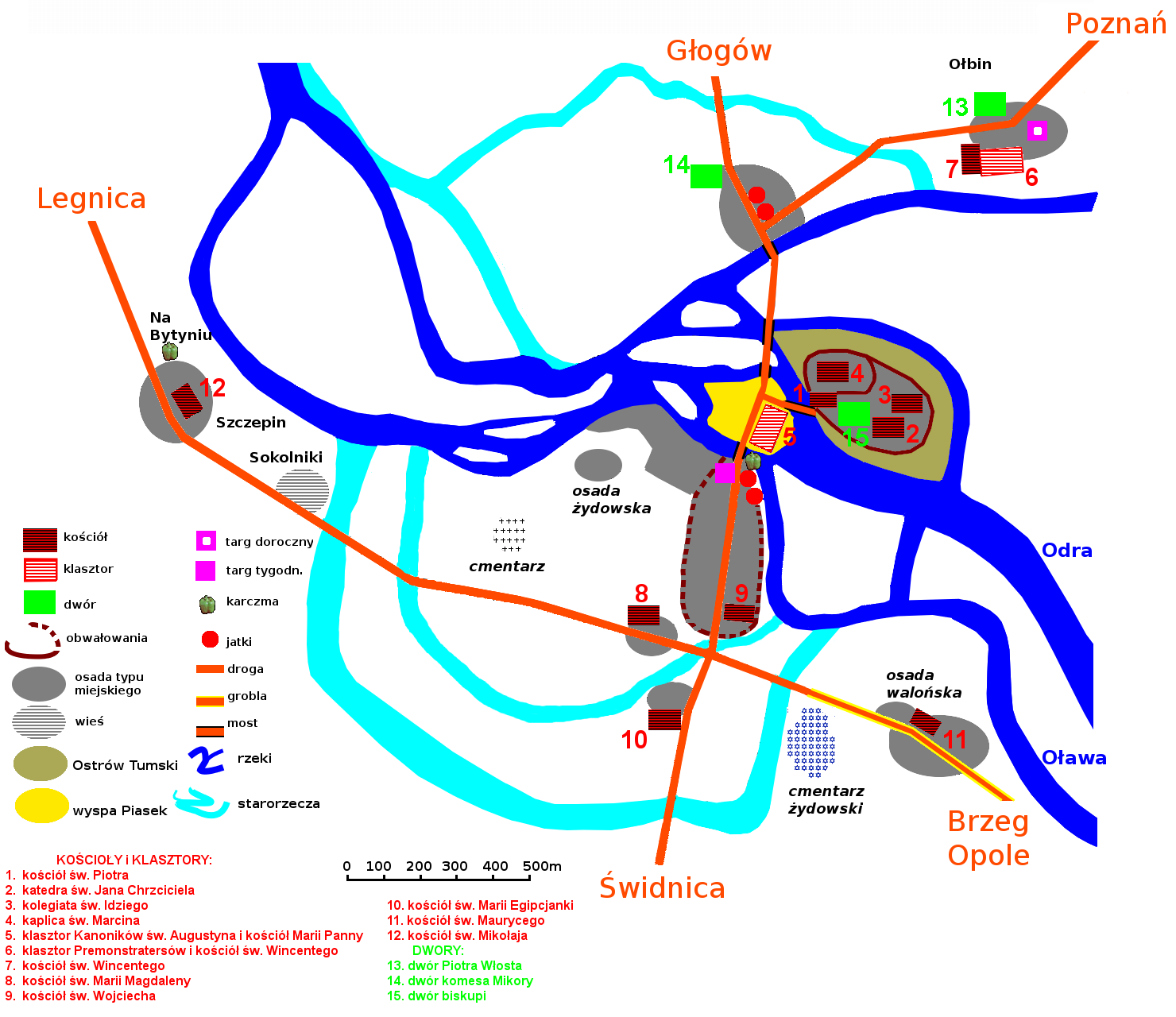
Położenie karczmy Na Bytyniu w średniowiecznym Wrocławiu

Nabycin albo Na Bytyniu – historyczne miejsce nieopodal dzisiejszego placu św. Mikołaja i stojącego tam niegdyś kościoła św. Mikołaja we Wrocławiu. Znajdowała się tu prawdopodobnie niewielka osada, o której wzmiankował Bolesław Wysoki nadając w 1175 cystersom z opactwa w Lubiążu, w ramach ich wyposażenia, karczmę in Nabitin. Specjaliści uważają, że jakkolwiek współczesne nazewnictwo (Nabycin i ulica Nabycińska) sugeruje nazwę jednoczłonową, to w rzeczywistości w średniowieczu znajdująca się tu osada określana była nazwą dwuczłonową – Na Bytyniu podobnie jak niektóre inne współczesne jej złożone nazwy miejscowe.
Nabycin włączony został, wraz z resztą Przedmieścia Mikołajskiego, w granice miasta w roku 1808 i w ciągu następnych lat zyskiwał charakter coraz bardziej wielkomiejski. W 1832 hotelarz Julius Kärger zakupił parcelę nr 3 przy zachodniej pierzei ul. Nabycińskiej, na której w 1854 rozpoczął, a w lutym 1856 ukończył budowę sali widowiskowej; dziewięć lat później zaadaptował ją na teatr. Funkcjonujący tu do II wojny światowej teatr Thalia z widownią na 2000 miejsc modernizowany był jeszcze w roku 1931. Sąsiadująca z teatrem parcela na rogu Nabycińskiej nr 1 i Legnickiej 16–18 mieściła Karczmę Pod Złotym Mieczem (Zum Goldenem Schwert), od której pochodzi nadana w 1841 roku niemiecka nazwa ul. Nabycińskiej (Schwertstraße, a według starszej pisowni Schwordtstrasse).